# Sovetsk (Oblast' di Kirov)
Sovetsk è una cittadina della Russia europea nordorientale (Oblast' di Kirov), situata sulle sponde del fiume Pižma a breve distanza dalla sua confluenza nella Vjatka, 140 km a sud del capoluogo Kirov; è il capoluogo amministrativo del distretto omonimo.
Fu fondata nel 1594 (secondo altre fonti nel 1609) come sloboda e venne battezzata Kukarka (Кукарка), un toponimo la cui origine è dubbia e può essere ascritta all'udmurto кар, "città" o al turco kukar, "luogo bruciato"; crebbe come centro commerciale nei secoli XVIII e XIX, sviluppandosi anche nel settore dell'artigianato dei merletti.
Dichiarata nel 1918 insediamento operaio (рабочий посёлок, rabočij posëlok), venne nella stessa occasione ribattezzata Sovetsk; ottenne lo status di città nel 1937.

## Società

### Evoluzione demografica
Fonte: mojgorod.ru
- 1939: 10.800
- 1959: 14.700
- 1970: 17.000
- 1989: 19.400
- 2007: 16.500